# Municipio de Gillett Grove
El municipio de Gillett Grove (en inglés: Gillett Grove Township) es un municipio ubicado en el condado de Clay en el estado estadounidense de Iowa. En el año 2010 tenía una población de 342 habitantes y una densidad poblacional de 3,65 personas por km².

## Geografía
El municipio de Gillett Grove se encuentra ubicado en las coordenadas 43°2′51″N 95°5′11″O / 43.04750, -95.08639. Según la Oficina del Censo de los Estados Unidos, el municipio tiene una superficie total de 93.62 km², de la cual 92,83 km² corresponden a tierra firme y (0,84 %) 0,79 km² es agua.

## Demografía
Según el censo de 2010, había 342 personas residiendo en el municipio de Gillett Grove. La densidad de población era de 3,65 hab./km². De los 342 habitantes, el municipio de Gillett Grove estaba compuesto por el 98,25 % blancos, el 0,88 % eran amerindios, el 0,29 % eran de otras razas y el 0,58 % eran de una mezcla de razas. Del total de la población el 0,88 % eran hispanos o latinos de cualquier raza.